# محوطه سوخسو هاشم
محوطه سوخسو هاشم مربوط به سده‌های میانی و متاخر دوران‌های تاریخی پس از اسلام است و در شهرستان راز و جرگلان، دهستان غلامان، روستای سوخسو هاشم واقع شده و این اثر در تاریخ ۱۸ شهریور ۱۳۸۷ با شمارهٔ ثبت ۲۳۱۷۸ به‌عنوان یکی از آثار ملی ایران به ثبت رسیده است.